# シュクメリ
シュクメリ（グルジア語: შქმერი、グルジア語ラテン翻字: Shkmeri）は、ジョージアのラチャ＝レチフミおよびクヴェモ・スヴァネティ州オニ地区にある村落。シュクメリ、ウショルタ、ハリスツヴァリの3村で構成されるシュクメリ・テミの中心地である。海抜は1,720メートル。オニの南方10キロメートルに位置する。

## 地理

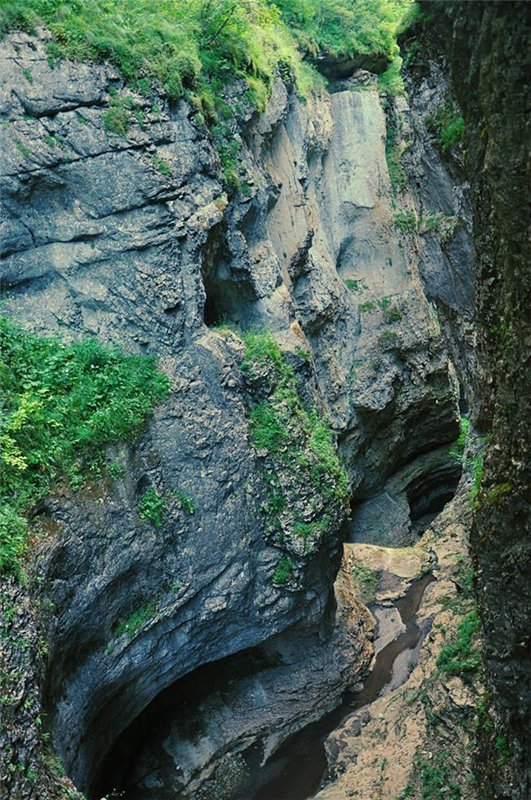
ヘオリ峡谷

シュクメリはヘオリ川（リオニ川の左支流）の上流に位置する。中程度の土壌被覆で、亜高山帯の植生となっている。寒冷な冬と、肌寒い夏が特徴である。かつてヘオリ川によって形成された、美しいヘオリ峡谷の景観が有名である。この峡谷は全長1キロメートルに及ぶ盲谷であり、到達することは極めて困難である。
近隣の村としては、北に8キロメートルの場所に位置するボクヴァ（オニ地区）、西に7キロメートルの場所に位置するムラヴァルジャリ（オニ地区）、南に9キロメートルの場所に位置するモフヴァ（サチヘレ地区）がある。

## 歴史
オニとイメレティ州のサチヘレの間は、歴史的にキャラバンのルートで結ばれており、シュクメリはそのルート上に位置していた。このキャラバンルートは、全長40キロメートルほどであった。シュクメリに関する史料としては、1071年に記された、ニコルツミンダの指導者による記録がある。比較的新しい建築物としては、モンチョヒの聖ギオルギ聖堂、コロシの聖ギオルギ聖堂、ウショルタの生神女聖堂などが挙げられる。2000年、古代に他宗教を祀っていた考古遺跡ゴグチャの洞窟近くに、聖ニノにちなんで名づけられた小さな聖堂が建設された。シュクメリ村の近郊には、ウショルタ洞窟が位置している。

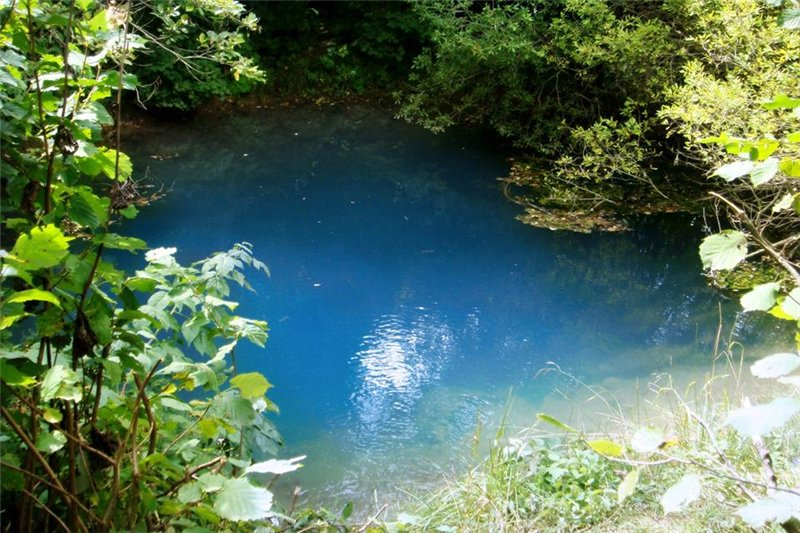
ヴァフシティ・バグラティオニが言及した「小さな湖」

カルトリ王国の王族であった歴史学者ヴァフシティ・バグラティオニは、シュクメリについて次のように言及している。
ヘオリ川が形作る小さな湖の出口にあり、岩肌からはやがて大きな川へと注ぎ込む源流が湧いている。そして湖の水と岩肌の源流が合流することで、壮大な峡谷と、隠された見えざる集落を作り出している。

## 人口
国勢調査による人口は、次の通り
| 年   | 人口 | 男性 | 女性 | 出典  |
| ---- | ---- | ---- | ---- | ----- |
| 2002 | 53   | 22   | 31   | [ 2 ] |
| 2014 | 23   | 12   | 11   | [ 1 ] |

## 農業
住民は伝統的に畜産と園芸に従事している。また養蜂産業も発展している。シュクメリには乳製品を生産する「シュクメリ・インヴェスト」と呼ばれる農場がある。シュクメリは1991年4月29日に発生した1991年ラチャ地震で深刻な被害を受けた。村にはマンガン鉱床、高品質の砂が採れる採砂場、数百年単位で続く森、そしてマスの生息する川や湖がある。豊富な資源がある。

## 主な出身者
- エルダル・ジョハゼ（グルジア語版） - ニコルツミンダ教区（グルジア語版）の府主教。
- コテ・ダウシヴィリ（グルジア語版） - 俳優。グルジアSSR人民芸術家（1958年）、アルメニアSSR人民芸術家（1979年）。
- マリカ・ダウシヴィリ（グルジア語版） - 芸術家。コテ・ダウシヴィリ（グルジア語版）の姉。
- ショタ・ダウシヴィリ（グルジア語版） - フリースタイルレスリング選手、サンボ選手。
- アヴタンディル・ダウシヴィリ - 工学者。
- ルスダン・ダウシヴィリ（グルジア語版） - 歴史学者。
- タマル・ダウシヴィリ（グルジア語版） - 詩人。
- ザイラ・ダウシヴィリ（グルジア語版） - 歌手。
- アンゾル・グヴィムラゼ（グルジア語版） - フリースタイルレスリング選手、審判員。
- アルセン・グヴィムラゼ（グルジア語版） - 歴史学者。
- アミラン・ガグニゼ（グルジア語版） - 経済学者。
- ズラブ・ナツヴリシヴィリ（グルジア語版） - 物理学者、数学者。
- テンギズ・グロヴェリ（グルジア語版） - 生物学者。

## シュクメリ・テミ
1. シュクメリ
2. ウショルタ
3. ハリスツヴァリ

シュクメリを中心として、シュクメリ・テミ（グルジア語: შქმერის თემი、グルジア語ラテン翻字: Shkmeris Temi）と呼ばれる共同体（テミ）を構成している。シュクメリ・テミを構成する集落は、次の3村である。
1. シュクメリ
2. ウショルタ
3. ハリスツヴァリ